# Adriana Ugarte
Pour les articles homonymes, voir Ugarte et Pardal.
Adriana Ugarte est une actrice espagnole, née le 17 janvier 1985 à Madrid.
Petite-fille d'Eduardo Ugarte et arrière-petite-fille de Carlos Arniches, elle est surtout connue pour ses rôles sur le petit écran, notamment dans La Señora sur La 1.

## Biographie
En 2013, elle obtient le rôle principal de la mini-série El tiempo entre costuras. Cette adaptation du livre de María Dueñas est la fiction la plus vue en 2014 en Espagne, où elle atteint jusqu'à 5 millions de téléspectateurs. En 2016, Netflix acquiert les droits de la série et la rebaptise L'Espionne de Tanger permettant ainsi au public français de découvrir la fiction. Dans une interview de présentation générale sur le site La Montée Ibérique, Adriana Ugarte évoque sa participation à cette série qui lui permet d'acquérir une renommée internationale.
En 2015, elle décroche le rôle principal de Julieta, le nouveau film de Pedro Almodóvar. La même année, elle participe au film Palmera en la nieve avec Mario Casas.
En 2015, elle tourne aussi le téléfilm Las Habitaciones cerradas pour la chaîne publique espagnole TVE.
En 2018, elle joue en français dans Amoureux de ma femme réalisé par Daniel Auteuil. Puis elle joue le rôle d'Helena dans la série Haches diffusée le 1er novembre 2019 sur Netflix.

## Filmographie
Sauf indication contraire, les informations mentionnées dans cette section peuvent être confirmées par les bases de données cinématographiques IMDb et Allociné,  présentes dans la section « Liens externes ».

### Cinéma
- 2010 : Castillos de cartón de Salvador García Ruiz : Jose
- 2011 : Lo contrario al amor de Vicente Villanueva : Merce
- 2011 : Lo mejor de Eva de Mariano Barroso : Marta
- 2013 : The Chase[2] (Combustión) de Daniel Calparsoro :
- 2015 : Palmiers dans la neige (Palmeras en la nieve)[6] de Fernando González Molina : Clarence
- 2016 : Julieta de Pedro Almodóvar : Julieta jeune
- 2018 : Amoureux de ma femme de Daniel Auteuil : Emma
- 2018 : Mirage (Durante la tormenta) d'Oriol Paulo : Vera Roy

### Télévision
- 2013 : El tiempo entre costuras[2] (série télévisée).                            .2013 Nino Robados « les enfants volés » Pousséo Dorothée .                                      .2015 : Las Habitaciones cerradas[7] (mini-série) : Teresa Brusés
- 2008 : La Señora[1] (série télévisée sur La 1) : Victoria Márquez de la Vega
- 2019 : Hache : Helena

### Clip
- 2019 : Vanesa Martín, De tus ojos (avec Vanesa Martín et Adriana Ugarte)[9]